# Закарія-хан
Закарія-хан (д/н — 1 липня 1745) — державний і військовий діяч Імперії Великих Моголів. Повне ім'я Сікхам Закарія-хан Багадур.

## Життєпис
Походив зі знатного роду Ансарі з м.Паніпат. Син Абд аль-Самада, субадара Лахору. Здобув гарну освіту, з замолоду захоплювався поезією Сааді Ширазі та був відданий суфізму. Набув військового і адміністративного досвіду під орудою батька. 
1712 року спільно з Раджа Дхрув Дева, раджи Джамму, завдав поразки сикхам на чолі із Бгаґ Сінґхом, якого полонив і стратив. 1715 року відзначився у битві біля Гурдас-Нангал, де було завдано поразки сикхам на чолі із Банда Сінґх Бахадуром. 1720 року допоміг падишахові Мухаммад Шаху здихатися впливових сановників — братів Хасана й Хусейна Сеїдів.
1726 року призначено назимом Лахорської суби, а його батько став субадаром Мултану (до 1737 року). На цій посаді Закарія-хан поновив переслідування сикхів, за вбивства або полон яких запропонував нагороду. Половину 20-тисячної армії у своїй субі він поділив на мобільні загони по 1 тис. вояків, забезпечивши їх легкими гарматами. Невдовзі сотні сикхів було страчено в Лахорі. З відрубаних голів сикхів наказав споруджувати піраміди, щоб навіяти жах. Сікхи називали такі піраміди шахід гандж — «скарбниці мучеників». Втім надмірні жорстокості також до індусів спричинили загальне невдоволення населення.
1733 року запропонував сикхам джаґір вартістю в 1 лакх (100 тис. рупій) і титул наваба. Сикхи обрали Капур Сінґха. Втім спроба у 1735 року долучити сикхів до могольського війська зазнало невдачі. Невдовзі відновилися бойові сутички. Спочатку загонуЗакарі-хана вдалося витіснити сикхів з Барі-Доаба (міжріччя Раві й Біаса).Втім в подальшому біля Лахору моголи ледве уникнули поразки. У відповідь Закарія-хан зайняв Амрітсар, заборонивши сикхів пускати до храму Хармандир-Сахіб.
1738 року під час вторгнення перського війська на чолі із Надир Шахом, зазнав поразки, але пообіцявши 20 лакх (2 млн рупій), слонів та визнавши зверхність Персії, Закарія-хан зберіг свою владу. З 1740 року фактично став напівнезалежним правителем Пенджабу. Разом з тим відновив відносини з могольським двором в Делі. Також продовжив переслідування сикхів і призначив Салабат Хана блокувати Амрітсар, щоб знову не дозволяти сикхам проводити там святкування дівалі. В подальшому надав дозвіл провести свято в Амрітсарі, розраховуючи захопити ватажків сикхів, але його план було викрито.
Продовжив запеклу війну з сикхами до самої своєї смерті, яка настала 1745 року. Посаду субадара успадкував його старший син Ях'я-хан, а молодший син — Шах Наваз-хан — став субедаром Мултанської суби.